# Splitter (musikalbum av Mimikry)
Splitter är ett studioalbum av Mimikry från 2021. Under 2020 upprepade bandet det tidigare projektet med att släppa en ny singel i månaden, denna gång även som vinyl med hemlig B-sida som resulterade i dubbelalbumet "Splitter". 2020 blev det 25 låtar och 14 videos, att jämföras med 12 låtar och 11 videos under projektet som blev "Grit".

## Låtlista[2]
1. Dom Ljuger
2. Samma Bur Som Igår
3. Jag Är En Sån Som Förstör feat. Caroline af Ugglas
4. Amelie
5. Farsan Kommer Döda Mig
6. Sid & Nancy
7. Är Det Okej Om Jag Går Ut Och Mördar Nån Ikväll? Snälla Mamma..
8. Tidsfördriv
9. Jag Måste Härifrån
10. Borlänges Stjärnor
11. Som En Novell
12. Helt Okej
13. Gott Nytt År
14. Låt Dom Gå
15. Hålla Din Hand
16. Ni Är Så Jävla Dumma I Huvudet feat. Christer Blomgren
17. Din Soldat
18. Apornas Planet (covid19)
19. Jag Är Nån Annan Nu
20. Dumma Människor
21. Bytt Alla Lås
22. Gråta Eller Dö
23. Hjältar
24. Ska Du Med Härifrån
25. Ödet Du Och Jag